# (466703) 2014 WN406
(466703) 2014 WN406 es un asteroide perteneciente al cinturón de asteroides, descubierto el 20 de abril de 2012 por el equipo Spacewatch desde el Observatorio Nacional de Kitt Peak (Arizona, Estados Unidos).